# Nicholas Bethell
Nicholas William Bethell, 4. baron Bethell (ur. 19 lipca 1938 w Londynie, zm. 8 września 2007 tamże) – brytyjski pisarz, tłumacz i polityk, członek Izby Lordów, poseł do Parlamentu Europejskiego kilku kadencji.

## Życiorys

### Wykształcenie
Kształcił się w Harrow School, odbył służbę wojskową, studiował języki arabski i perski na Pembroke College w ramach University of Cambridge. Na tym samym uniwersytecie w 1987 uzyskał doktorat z filozofii.

### Praca zawodowa
W latach 60. pracował w magazynie literackim „The Times Literary Supplement” i jako wydawca w jednej ze stacji radiowych sieci BBC. Zajmował się działalnością pisarską i tłumaczeniami. Opublikował m.in. biografię Władysława Gomułki, tłumaczył i promował dzieła literatury rosyjskojęzycznej (Iosifa Brodskiego, Aleksandra Sołżenicyna) i polskojęzycznej (Sławomira Mrożka).
W 1968 został autorem anglojęzycznego tłumaczenia Oddziału chorych na raka Aleksandra Sołżenicyna. Według Lorda Bethella rosyjski pisarz miał przekazać rękopis jednemu ze słowackich dziennikarzy rok wcześniej, a on sam uzyskał go następnie w Pradze z zapewnieniem o zgodzie autora na tłumaczenie i publikację. W 1971 publicysta Auberon Waugh w piśmie „Private Eye” zasugerował, że doprowadzając do wydania Oddziału chorych na raka, Nicholas Bethell przyczynił się do represji wobec Aleksandra Sołżenicyna. Jednocześnie pojawiły się w tym artykule dywagacje na temat rzekomej współpracy brytyjskiego arystokraty (prezentującego publicznie antykomunistyczne poglądy) z KGB. Nicholas Bethell wygrał wytoczony przez siebie proces o zniesławienie. Natomiast sam Aleksander Sołżenicyn w swojej autobiografii z lat 90. zaprzeczył, by udzielał mu zgody na dysponowanie prawami autorskimi do tej powieści.

### Działalność polityczna
W 1967, po śmierci swojego kuzyna, odziedziczył tytuł barona Bethell. Jako par dożywotni zasiadł w tym samym roku w Izbie Lordów, mandat ten utracił w 1999 w związku z reformą przeprowadzoną przez rząd Tony'ego Blaira.
Nicholas Bethell zaangażował się w działalność Partii Konserwatywnej. W 1975 został powołany na delegata do Parlamentu Europejskiego. Po wprowadzeniu wyborów powszechnych od 1979 do 1994 sprawował mandat europosła I, II i III kadencji. Do Europarlamentu powrócił w 1999. Należał m.in. do frakcji chadeckiej, był wiceprzewodniczącym szeregu komisji, delegacji i podkomisji. Pracował głównie w Komisji ds. Kwestii Politycznych, a następnie w Komisji ds. Zagranicznych i Bezpieczeństwa. Z powodu zdiagnozowanej w 1995 choroby Parkinsona i pogarszającego się stanu zdrowia w 2003 złożył mandat europosła V kadencji.

## Odznaczenia i wyróżnienia
W 1991 odznaczony Krzyżem Komandorskim Orderu Zasługi Rzeczypospolitej Polskiej. Wyróżniony m.in. Medalem im. Roberta Schumana przyznawanym przez grupę chadecką w PE (2003).

## Życie prywatne
Był dwukrotnie żonaty. Z Cecilią Mary Lothian Honeyman miał dwoje dzieci (Jamesa Nicholasa i Williama Alexandra), z Bryony Lea Griffiths miał jedno dziecko (Johna Andrew Rowlanda).

## Wybrane publikacje
- Wladyslaw Gomulka: his Poland and his communism, Holt, Rinehart and Winston, Nowy Jork 1969.
- The War Hitler Won, September 1939, A. Lane, Londyn 1972; wyd. polskie: Nicholas Bethell, Zwycięska wojna Hitlera. Wrzesień 1939, Instytut Wydawniczy „Pax”, Warszawa 1997, ISBN 83-211-1189-0.
- The Last Secret : forcible repatriation to Russia 1944–7, Deutsch, Londyn 1974.
- Russia Besieged, Alexandria, Va. : Time-Life Books, 1977. wyd. polskie: Nicholas Bethell, Atak na ZSRR, Warszawa 1998, Wydawnictwo Amber, ISBN 83-7169-517-9.
- The Palestine Triangle: the struggle between the British, the Jews and the Arabs, 1935–48, Deutsch, London 1979.
- Betrayed, Times Books, Londyn 1984; wyd. polskie: Nicholas Bethell, Zdradzeni: ostatni sekret II wojny światowej, Bellona, Warszawa 2001, ISBN 83-11-09101-3.